# تومی کوربرگ
تومی کوربرگ (به انگلیسی: Tommy Körberg) (زاده ۴ ژوئیه ۱۹۴۸) خواننده، بازیگر، موسیقی‌دان سوئدی است. او نماینده سوئد در مسابقه آواز یوروویژن ۱۹۶۹ و مسابقه آواز یوروویژن ۱۹۸۸ بود. از فیلم‌های او می‌توان به جای نگرانی نیست اشاره کرد.